# 橫衝直撞好萊塢
《横冲直撞好莱坞》（英語：Hollywood Adventures）是一部中國、美国合拍的動作喜劇電影，由美国导演Timothy Kendall執導，林詣彬、趙薇共同監製，趙薇、黃曉明、佟大為領銜主演。三位主角因為一包從天而降的犀牛粉而捲入一場國際走私販毒案，並因此開始了一場驚險刺激的好萊塢冒險之旅。中国於2015年6月26日上映。

## 剧情
拼命赚钱等女友回国结婚的何宇明（黄晓明 饰）意外被通知分手，为了以最快速度飞去洛杉矶追回女友，小明匆忙报了一个名为“好莱坞冒险之旅”的旅行团，偶然结识同去好莱坞“朝圣”的资深影迷方大伟（佟大为 饰），二人在旅行团“骗子导游”赵薇薇（赵薇 饰）的带领下，来到了国际电影重镇──好莱坞，却误打误撞卷入犯罪黑幕。薇薇老板Manny（姜成镐 饰）以追星旅行社作掩护暗中经营走私活动，然后伺机嫁祸三人。警方旋即锁定这三位中国“通缉犯”，布下天罗地网进行全城搜捕。为洗脱罪名，宇明、大伟、薇薇决定用最疯狂手段翻转洛杉矶、好莱坞、比华利山，向Manny实行大报复。

## 演员
| 演员                                     | 角色               | 备注                        |
| 赵薇                                     | Jodi 趙薇薇        | 骗子导游                    |
| 黄晓明                                   | Jim 何宇明         | 追爱男                      |
| 佟大为                                   | Sam 方大偉         | 电影发烧友                  |
| 姜成镐                                   | Manny              | 大反派                      |
| 黎一墨                                   | 宇明女友           | 與宇明分手後Manny抓去當人質 |
| 瑞斯·考罗                                | Gary Buesheimer    |                             |
| 蜜西·派兒                                | 选角导演           |                             |
| 西蒙·黑尔贝格                            | 翻译               |                             |
| 蕾貝卡·奥莱伊妮恰克                      | Gretchen           |                             |
| 斯蒂芬·托布罗斯基                        | Wronald Wright     |                             |
| 塔拉·麦肯（Tara Macken）                 | Hot Girl #1        | 未掛名                      |
| 艾丽西娅·维拉-贝利（Alicia Vela-Bailey） | Hot Girl #2        | 未掛名                      |
| 娜塔莉亞·阿格里納（Natalija Ugrina）     | Hot Model          | 未掛名                      |
| 里克·福克斯                              | 里克·福克斯        |                             |
| 布瑞恩·斯密                              | Dougie             |                             |
| 奥马尔·J·多尔西                          | Homeland Sec Agent |                             |
| 布里奇特·赖利                            | Mrs. Covington     |                             |
| 帕维什·齐纳                              | Casting Assistant  |                             |
| 泰瑞斯·吉布森                            | 派對客人(烤肉者)   |                             |
| 凱特·丹寧絲                              | 方大偉的老婆       |                             |

## 制作
本片全程在美国拍摄，预算为3000万美元。

## 宣传发行
- 2015年3月20日，片方发布定档海报，确定6月26日在内地公映。[3]
- 2015年4月21日，《横冲直撞好莱坞》片方在北京举行了“粉红派对”主题发布会。
- 2015年6月22日，在上海举办電影发布会。

## 评价
网易影评：“虽然剧情和设定都有些陈旧，这部made in USA的中国电影，仍然贡献了超出中国电影一个级别的特技场面，当然这些都要归功于好莱坞团队。作为影片监制的林诣彬，将《速度与激情》的精彩飞车场面，按照预算水平等比例缩水之后，移植到了本片中。对于要求不高的观众，光是这些飞车场景已经值回票价了。三位主演各自贡献了有别以往的表演，其中最不可忽视的当属佟大为。这位过往在电视和电影领域总是塑造暖男形象的演员，在电影中180度转身，变成了王宝强和扎克·加利费安纳基斯的合体。”
《京华时报》等媒体批评本片粗制滥造，故事毫无逻辑可言，主角之间也没有感情基础，只剩下插科打诨和低级趣味。

## 票房
中国大陆首周三天收获1.71亿人民币列第三位，次周入账1.21亿居亚军，第三周收2950万列第七位，最终成绩为3.23亿。